# 競輪場前駅 (滋賀県)
競輪場前駅（けいりんじょうまええき）は、かつて滋賀県大津市二本松にあった江若鉄道の駅（廃駅）。大津市にあった大津びわこ競輪場の西隣にあり、競輪開催日のみ営業する臨時駅だった。

## 歴史
競輪場前駅は1950年（昭和25年）、びわこ競輪場の開設に合わせて競輪場利用客のために新設された駅である。しかし利用客の輸送をバスが担うようになり、駅は江若鉄道の廃止に先立つ1964年（昭和39年）に廃止された。

### 年表
- 1950年（昭和25年）4月20日：開業[4]。
- 1959年（昭和34年）8月9日：饗庭野で開かれた第2回ボーイスカウト日本ジャンボリーの視察のため、当時の皇太子明仁親王が宿泊地の琵琶湖ホテルの最寄りであった当駅を利用した[1][5]。特別列車を当駅と近江今津駅との間で運転[5]。
- 1964年（昭和39年）3月20日：駅廃止[4]。

## 駅構造
当駅は旅客のみを扱う旅客駅で、びわこ競輪の開催日のみ取り扱いを行う臨時駅だった。ホームは枕木などを土台とする簡単な造りで、線路の西側（近江今津方面に向かって左側）に設けられていた。駅舎のような設備は設けられなかったとされる。
| ← 浜大津 方面 | 競輪場前駅 配線略図 | → 近江今津 方面 |
| 凡例 出典:    |                     |                 |

## 駅周辺
駅があった場所は滋賀県道30号線（神宮道）の二本松交差点の北側に相当する。沿線は田園が広がり、大津びわこ競輪場は駅の東側。当駅の廃止後、競輪が開催される際にはJR琵琶湖線の大津駅および京阪大津線の浜大津駅から、競輪場最寄りの柳が崎まで京阪バス（もしくは江若交通）による無料送迎バスが運行されていた。競輪場については2011年（平成23年）3月に開催廃止となっている。
当駅を含む三井寺下駅から滋賀駅までの線路跡は道路に転用されていて、大津市南志賀四丁目付近で江若鉄道の廃止後に開業した湖西線の高架橋に行き当たる。

## 隣の駅
江若鉄道
江若鉄道線
三井寺下駅 - （臨）競輪場前駅 - 滋賀駅